# Dickens County
Das Dickens County ist ein County im Bundesstaat Texas der Vereinigten Staaten. Das U.S. Census Bureau hat bei der Volkszählung 2020 eine Einwohnerzahl von 1.770 ermittelt. Der Sitz der Countyverwaltung (County Seat) befindet sich in Dickens.

## Geographie
Das County liegt nordwestlich des geographischen Zentrums von Texas und ist im Nordosten etwa 80 km von dem Bundesstaat Oklahoma entfernt. Es hat eine Fläche von 2344 km², wovon 3 km² Wasserfläche sind. Es grenzt im Uhrzeigersinn an folgende Countys: Motley County, King County, Kent County und Crosby County.

## Geschichte
Dickens County wurde am 21. August 1876 aus Teilen des Bexar County gebildet und die Verwaltungsorganisation am 14. März 1891 abgeschlossen. Benannt wurde es nach dem Engländer J. Dickens, der bei der Schlacht von Alamo als texanischer Freiheitskämpfer fiel. Ein Bauwerk im County ist im National Register of Historic Places (NRHP) eingetragen (Stand 23. Oktober 2018), das Dickens County Courthouse and Jail.

## Demografische Daten
Nach der Volkszählung im Jahr 2000 lebten im Dickens County 2.762 Menschen in 980 Haushalten und 638 Familien. Die Bevölkerungsdichte betrug 1 Einwohner pro Quadratkilometer. Ethnisch betrachtet setzte sich die Bevölkerung zusammen aus 77,62 Prozent Weißen, 8,18 Prozent Afroamerikanern, 0,36 Prozent amerikanischen Ureinwohnern, 0,11 Prozent Asiaten, 0,25 Prozent Bewohnern aus dem pazifischen Inselraum und 12,35 Prozent aus anderen ethnischen Gruppen; 1,12 Prozent stammten von zwei oder mehr Ethnien ab. 23,90 Prozent der Einwohner waren spanischer oder lateinamerikanischer Abstammung.
Von den 980 Haushalten hatten 23,1 Prozent Kinder oder Jugendliche, die mit ihnen zusammen lebten. 54,6 Prozent waren verheiratete, zusammenlebende Paare 7,9 Prozent waren allein erziehende Mütter und 34,8 Prozent waren keine Familien. 32,4 Prozent waren Singlehaushalte und in 17,6 Prozent lebten Menschen im Alter von 65 Jahren oder darüber. Die durchschnittliche Haushaltsgröße betrug 2,29 und die durchschnittliche Familiengröße betrug 2,89 Personen.
18,5 Prozent der Bevölkerung war unter 18 Jahre alt, 10,4 Prozent zwischen 18 und 24, 29,7 Prozent zwischen 25 und 44, 22,4 Prozent zwischen 45 und 64 und 19,0 Prozent waren 65 Jahre alt oder älter. Das Medianalter betrug 39 Jahre. Auf 100 weibliche Personen kamen 130,7 männliche Personen und auf 100 Frauen im Alter von 18 Jahren oder darüber kamen 141,9 Männer.
Das jährliche Durchschnittseinkommen eines Haushalts betrug 25.898 USD, das Durchschnittseinkommen einer Familie betrug 32.500 USD. Männer hatten ein Durchschnittseinkommen von 25.000 USD, Frauen 18.571 USD. Das Prokopfeinkommen betrug 13.156 USD. 14,1 Prozent der Familien und 17,4 Prozent der Einwohner lebten unterhalb der Armutsgrenze.

## Orte im County
- Afton
- Croton
- Dickens
- East Afton
- Elton
- Gilpin
- Glenn
- McAdoo
- Spur